# Hadrodactylus tibialis
Hadrodactylus tibialis là một loài tò vò trong họ Ichneumonidae.